# 1995年の日本プロ野球
1995年の日本プロ野球（1995ねんのにほんぷろやきゅう）では、1995年の日本プロ野球（NPB）における動向をまとめる。

## できごと

### 1月
- 1月9日
  - 近鉄バファローズの野茂英雄が任意引退選手として球団を退団し、メジャーリーグへ挑戦すると表明[1]。
- 1月19日
  - ヤクルトスワローズは前千葉ロッテマリーンズのヘンスリー・ミューレンを獲得したと発表[2]。
- 1月22日
  - 元プロ野球コミッショナーの下田武三が心不全のため6時17分、文京区の病院にて死去[3]。

### 2月
- 2月1日
  - オリックス・ブルーウェーブはオークランド・アスレチックスのトロイ・ニールを獲得したと発表[4]。
- 2月7日
  - 近鉄バファローズは球団社長兼球団代表の前田泰男が退任し、後任の球団社長に近鉄本社取締役事業局長の筑間啓亘が、球団代表には常務取締役代表補佐の佐々木恭がそれぞれ就任すると発表。前田は取締役となる[5]。

### 3月
- 3月13日
  - 福岡ダイエーホークスは福岡市内のホテルで記者会見し、ケビン・ミッチェルの入団を発表[6]。
- 3月19日
  - 近鉄バファローズの吉井理人とヤクルトスワローズの西村龍次の交換トレードが成立[7]。

### 4月
- 4月1日
  - プロ野球パ・リーグの公式戦が開幕。
- 4月2日
  - 福岡ダイエーホークスは広島東洋カープから石貫宏臣を金銭トレードで獲得したと発表[8]。
- 4月5日
  - 西武ライオンズは藤井寺球場での対近鉄バファローズ2回戦に7-0で勝ち、球団通算3000勝を達成[9]。
- 4月7日
  - プロ野球セ・リーグの公式戦が開幕[10]。
- 4月13日
  - 近鉄バファローズのリー・スチーブンスが日生球場での対オリックス・ブルーウェーブ3回戦の9回裏に6号本塁打を打ち、パ・リーグタイ記録となる6試合連続本塁打[11]。
- 4月15日
  - 読売ジャイアンツの落合博満が東京ドームでの対阪神タイガース2回戦の六回裏に2号本塁打を打ち、プロ通算2000安打を達成。名球会への入会は辞退すると試合後の会見で表明[12]。
- 4月19日
  - 読売ジャイアンツの四条稔とオリックス・ブルーウェーブの佐々木明義のトレードが成立したと読売ジャイアンツ、オリックス・ブルーウェーブが発表[13]。
- 4月20日
  - 西武ライオンズは横浜ベイスターズの今久留主成幸を金銭トレードで獲得したと発表[14]。
- 4月21日
  - オリックス・ブルーウェーブの野田浩司が千葉マリンスタジアムでの対千葉ロッテマリーンズ3回戦に先発し9回まで投げ19奪三振を記録し、1試合最多奪三振のプロ野球新記録を達成[15]。
- 4月23日
  - 千葉マリンスタジアムでの千葉ロッテマリーンズ対オリックス・ブルーウェーブ戦が強風を理由に中止となる[16]。
- 4月26日
  - 近鉄バファローズは東京ドームでの対日本ハムファイターズ4回戦の一回裏から六回裏までプロ野球タイ記録の6イニング連続併殺[17]。
- 4月28日
  - プロ野球実行委員会が開かれ、阪神大震災の復興チャリティー試合を7月14日福岡ドームにて行うことを決定[18]。

### 5月
- 5月2日
  - 横浜ベイスターズのロバート・ローズが横浜スタジアムでの対中日ドラゴンズ2回戦でサイクル安打を達成[19]。
- 5月12日
  - 日本ハムファイターズの河野博文が東京ドームでの対福岡ダイエーホークス7回戦に先発し1回を投げ、プロ通算1000投球回を達成[20]。
- 5月13日
  - 近鉄バファローズの鈴木貴久が藤井寺球場での対オリックス・ブルーウェーブ6回戦の3回裏に2号2点本塁打を放ち、プロ通算150本塁打を達成。史上100人目[21]。
- 5月17日
  - 横浜スタジアムでの横浜ベイスターズ対読売ジャイアンツ8回戦で読売ジャイアンツはプロ野球タイ記録の1試合6併殺打[22]。
- 5月23日
  - 広島東洋カープの前田智徳が対ヤクルトスワローズ戦（神宮）の1回表、一塁を駈け抜けた際に右足アキレス腱を断裂。
- 5月26日
  - 福岡ダイエーホークスのケビン・ミッチェルが球団に無断でアメリカに帰国していたことが明らかになる[23]。
  - 千葉ロッテマリーンズは臨時株主総会を開き、球団社長の松井静郎の退任と、後任にロッテ本社専務の金親良吉の就任を承認[24]。

### 6月
- 6月2日
  - 中日ドラゴンズのオーナーの加藤巳一郎が10時50分、急性心不全のため死去[25]。
  - 中日ドラゴンズは監督の高木守道が対阪神タイガース7回戦限りで監督を辞任し、ヘッドコーチの徳武定祐が代理監督に就任すると発表[26]。高木は対阪神タイガース7回戦の阪神タイガースが6回裏の攻撃の一死満塁の場面で阪神タイガースの久慈照嘉の打球を判定した一塁塁審の友寄正人を右手で突き、暴行により退場処分を受けた[27]。
- 6月4日
  - 広島東洋カープの大野豊が東京ドームでの対読売ジャイアンツ10回戦に先発し2回裏槙原寛己から三振を奪い、プロ通算1500奪三振を達成[28]。
- 6月8日
  - 近鉄バファローズの石井浩郎が西武球場での対西武ライオンズ9回戦に4番・一塁で先発し、362試合連続先発四番打者として出場のプロ野球新記録[29]。
- 6月9日
  - 西武ライオンズはオレステス・デストラーデが家庭の事情を理由に15日のオリックス・ブルーウェーブ戦を最後に退団し、帰国すると発表[30]。
- 6月13日
  - オリックス・ブルーウェーブの長谷川滋利がグリーンスタジアム神戸での対西武9回戦に先発し5失点で完投し、パ・リーグタイ記録の1試合19被安打[31]。
- 6月20日
  - 日本ハムファイターズの松浦宏明と横浜ベイスターズの岡本透の交換トレードが成立したと日本ハムファイターズ、横浜ベイスターズ両球団が発表[32]。
- 6月27日
  - ナゴヤ球場での中日ドラゴンズ対ヤクルトスワローズ10回戦で中日ドラゴンズ、ヤクルトスワローズの両投手陣が共に10与四球を記録し、1試合20四球のセ・リーグタイ記録[33]。
- 6月29日
  - 日本ハムファイターズが元ミネソタ・ツインズのバーナード・ブリトーと正式に契約したと発表[34]。
- 6月30日
  - 千葉ロッテマリーンズは一軍にヘッドコーチを新設し、二軍ヘッドコーチの江尻亮が就任すると発表[35]。

### 7月
- 7月2日
  - オリックス・ブルーウェーブの福良淳一が西武球場での対西武ライオンズ14回戦の1回表に安打を放ち、通算1000安打を達成。史上180人目[36]。
  - 近鉄バファローズの鈴木貴久が藤井寺球場での対福岡ダイエーホークス16回戦に出場し、プロ通算1000試合出場を達成。史上325人目[37]。
- 7月5日
  - 日本ハムファイターズの西崎幸広が東京ドームでの対西武ライオンズ14回戦に先発し、ノーヒットノーランを達成[38]。
- 7月23日
  - 読売ジャイアンツのジャック・ハウエルがナゴヤ球場での対中日ドラゴンズ17回戦の6回表に14号3点本塁打を打ち、プロ野球通算100本塁打を達成[39]。
  - 中日ドラゴンズはナゴヤ球場での中日ドラゴンズ対読売ジャイアンツ17回戦の試合終了後に、監督代行の徳武定祐が休養し後任に二軍監督の島野育夫が代行となると発表[40]。
  - 阪神タイガースの監督の中村勝広が球団社長の三好一彦に対し、現状29勝48敗と5位の不成績の責任を取り辞任を申し出る[39]。
- 7月24日
  - 阪神タイガースの監督の中村勝広が大阪市福島区の阪神電鉄本社にオーナーの久万俊二郎を訪ね、成績不振を理由に辞任を申し出て了承される。球団は二軍監督の藤田平が監督代行となると発表[41]。
- 7月30日
  - 中日ドラゴンズは広島市民球場での対広島東洋カープ13回戦で6回まで0-9と9点差を逆転し10-9で勝利。9点差を逆転し勝ち試合となったのは33年ぶり[42]。

### 8月
- 8月3日
  - オリックス・ブルーウェーブのイチローは千葉マリンスタジアムでの対千葉ロッテマリーンズ16回戦で4打数0安打、無四死球の成績で連続試合出塁の記録が67で止まる[43]。
- 8月6日
  - ヤクルトスワローズの吉井理人が神宮球場での対広島東洋カープ17回戦に先発し、3回表にセ・リーグタイ記録の1イニング5与四球[44]。
- 8月8日
  - 近鉄バファローズは監督の鈴木啓示休養とヘッドコーチ兼任打撃コーチの水谷実雄の監督代行就任を発表[45]。
- 8月9日
  - オリックス・ブルーウェーブのD・Jがナゴヤ球場での対近鉄バファローズ16回戦の1回表に11号本塁打を打ち、プロ野球タイ記録となる4打席連続本塁打[46]。
- 8月18日
  - 日本ハムファイターズの西崎幸広が千葉マリンスタジアムでの対千葉ロッテマリーンズ19回戦に先発して今季7勝目を挙げ、プロ通算100勝を達成[47]。
- 8月19日
  - 読売ジャイアンツは一時帰国中のジャック・ハウエルの退団、任意引退を発表[48]。
- 8月22日
  - 中日ドラゴンズの大豊泰昭が西宮球場での対阪神タイガース17回戦の六回表に16号本塁打を打ち、プロ通算150本塁打を達成[49]。
- 8月26日
  - オリックス・ブルーウェーブの佐藤義則が藤井寺球場での対近鉄バファローズ19回戦に先発し、ノーヒットノーランを達成。40歳での達成は史上最年長[50]。
- 8月30日
  - 近鉄バファローズの大石大二郎が東京ドームでの対日本ハムファイターズ22回戦の9回表に二塁盗塁を決め、プロ通算400盗塁を達成[51]。

### 9月
- 9月8日
  - 近鉄バファローズは元監督の岡本伊三美のフロント入りを発表[52]。
- 9月9日
  - ヤクルトスワローズのテリー・ブロスが東京ドームでの対読売ジャイアンツ22回戦に先発し、ノーヒットノーランを達成[53]。
- 9月15日
  - 日本ハムファイターズの上田利治監督が東京ドームでの対福岡ダイエーホークス24回戦で今季54勝目を挙げ、川上哲治に並ぶ歴代7位の通算1066勝を記録[54][55]。
  - 中日ドラゴンズがメル・ホールに来季の契約を結ばないことを通告[56]。
- 9月17日
  - 日本ハムファイターズのロブ・デューシーが対福岡ダイエーホークス戦（東京ドーム）の初回に坊西浩嗣に暴行し退場。前日に続き2試合連続の退場は日本プロ野球初[57]。
- 9月19日
  - オリックス・ブルーウェーブが西武球場での対西武ライオンズ23回戦に8-2で勝利し、11年ぶり12度目のパ・リーグ優勝達成。オリックスになってからは初[58]。
- 9月21日
  - 日本ハムファイターズの田中幸雄が千葉マリンスタジアムでの対千葉ロッテマリーンズ26回戦の4回裏に南渕時高の二ゴロで二塁封殺の際に落球し、同年6月7日から続いていたパ・リーグ遊撃手の連続守備機会無失策記録が「339」で途切れた[59]。
  - 西武ライオンズの鹿取義隆が西武球場での対オリックス・ブルーウェーブ25回戦で先発登板し、通算700試合登板を達成。史上12人目[60]。
- 9月23日
  - 横浜ベイスターズの監督の近藤昭仁が球団社長の大堀隆に対し、今季限りでの辞任を申し入れて了承される[61]。
- 9月30日
  - ヤクルトスワローズが神宮球場での対読売ジャイアンツ25回戦に5-0で勝ち、2年ぶり4度目のセ・リーグ優勝を達成[62]。

### 10月
- 10月1日
  - 読売ジャイアンツの原辰徳が球団代表の保科昭彦と監督の長嶋茂雄に対し、今季限りでの現役引退を申し入れて了承される[63]。
- 10月6日
  - パ・リーグは全日程を終了[64]。
  - 近鉄バファローズは球団代表の佐々木恭が退任し、後任に近鉄本社の名古屋支社次長の生駒義夫が就任すると発表[65]。
- 10月7日
  - プロ野球ジュニア日本選手権が富山市民球場で行われ、イースタン・リーグ優勝の読売ジャイアンツがウエスタン・リーグ優勝の近鉄バファローズを1-0で下し、2年ぶり優勝[66]。
- 10月8日
  - 元中日ドラゴンズの小川健太郎が肝臓がんのため死去[67]。
  - 読売ジャイアンツの原辰徳の引退試合がシーズン最終戦の東京ドームでの対広島東洋カープ27回戦（引き分け再試合）で行われる[68][69]。
  - 読売ジャイアンツの落合博満が対広島東洋カープ27回戦の1回裏に紀藤真琴から三振を喫し、通算1000三振。史上21人目[70]。
- 10月9日
  - 読売ジャイアンツが簑田浩二外野守備走塁コーチに来季は契約しない旨を通告、二軍の上田武司、吉田孝司両コーチにフロント入りを要請。また、屋鋪要、松岡正樹、鈴木望、伊藤博康、佐藤謙治を自由契約選手にしたと発表[71]。
- 10月10日
  - 西武ライオンズが辻発彦に戦力外通告[72]。
- 10月11日
  - 西武ライオンズの村田勝喜・山野和明と中日ドラゴンズの前原博之・清水雅治の交換トレードが成立したと西武ライオンズ、中日ドラゴンズ両球団が発表[73]。
  - 近鉄バファローズは大阪市内のホテルにて佐々木恭介の監督就任を正式に発表[74]。
- 10月12日
  - 読売ジャイアンツは都内のホテルにて韓国アマチュア球界から高麗大学4年の趙成珉の入団を正式に発表[75]。
  - 横浜ベイスターズの森山良二が今季限りでの現役引退を表明[76]。
  - 広島東洋カープの西田真二が現役引退を発表[77]。
- 10月13日
  - セ・リーグの全日程が終了[78]。
  - 西武ライオンズは広島東洋カープの鈴木哲を金銭トレードで獲得したと発表[79]。
  - 日本ハムファイターズが広島東洋カープの秋村謙宏を金銭トレードで獲得したと発表[80]。
- 10月14日
  - 福岡ダイエーホークスがカズ山本（山本和範）に10月16日付で自由契約選手の手続きを取ると発表[81]。
- 10月16日
  - 横浜ベイスターズはバッテリーコーチの大矢明彦の新監督就任と一軍コーチングスタッフを正式に発表[82]。
- 10月17日
  - 千葉ロッテマリーンズは西新宿のロッテ本社にて記者会見し、監督のボビー・バレンタインを解任し、後任にはヘッドコーチの江尻亮が就任すると発表[83]。
- 10月19日
  - 近鉄バファローズはボストン・レッドソックスのクリス・ドネルスとレッドソックス傘下のAAA級ポータケット・レッドソックスのタフィ・ローズの入団が決定[84]。
  - 日本ハムファイターズの有倉雅史と福岡ダイエーホークスの西俊児の交換トレードを両球団から発表[85][86]。
- 10月20日
  - 日本ハムファイターズが前広島東洋カープの秋村謙宏と前福岡ダイエーホークスの西俊児の入団を発表。背番号は秋村が24、西が43[87]。
- 10月23日
  - 読売ジャイアンツが外野守備走塁コーチに球団OBで元日本ハムファイターズ監督の高田繁の就任を発表。背番号は78[88]。
- 10月24日
  - 沢村賞の選考が都内のホテルで行われ、読売ジャイアンツの斎藤雅樹を選出。斎藤は89年以来2度目の受賞[89]。
- 10月25日
  - 広島東洋カープが入団テストを受けていた前福岡ダイエーホークスの加藤伸一と契約したと発表。背番号は12[90]。
- 10月26日
  - 日本シリーズの第5戦が神宮球場にて行われ、ヤクルトスワローズがオリックス・ブルーウェーブに3対1で勝利し、4勝1敗で2年ぶり3度目の日本一達成。シリーズ打率.529のトーマス・オマリーがシリーズMVPに選ばれる[91]。
  - オリックス・ブルーウェーブの岡田彰布が現役引退を表明[92]。
- 10月27日
  - ヤクルトスワローズの角盈男投手コーチが退団を表明[93]。
  - 読売ジャイアンツの斎藤雅樹が今季取得したFA権を行使した上で残留することを表明[94]。
  - 近鉄バファローズが新外国人選手として、サンフランシスコ・ジャイアンツのルイス・アキーノの入団が決定[95]。
- 10月28日
  - 1995年度のプロ野球最優秀選手、最優秀新人、ベストナインを選ぶ記者投票の結果が発表され、最優秀選手はセ・リーグはヤクルトスワローズのトーマス・オマリー、パ・リーグはオリックス・ブルーウェーブのイチロー。最優秀新人にセ・リーグは広島東洋カープの山内泰幸、パ・リーグはオリックス・ブルーウェーブの平井正史[96]。
  - ヤクルトスワローズの桜井伸一と西武ライオンズの北原泰二のトレードが成立したとヤクルトスワローズ、西武ライオンズ両球団が発表[97]。
  - 千葉ロッテマリーンズが愛甲猛に戦力外通告[98]。
- 10月30日
  - 中日ドラゴンズの仁村徹・酒井忠晴・山本保司と千葉ロッテマリーンズの前田幸長・平沼定晴・樋口一紀の交換トレードが成立したと中日、千葉ロッテマリーンズ両球団が発表[99]。
- 10月31日
  - 正力松太郎賞の選考が東京都内のホテルで行われ、オリックス・ブルーウェーブのイチローを選出[100]。
  - 福岡ダイエーホークスが打撃コーチに前近鉄バファローズコーチの水谷実雄の就任を発表。背番号は87[101]。
  - 日本ハムファイターズの田村藤夫が金銭トレードで千葉ロッテマリーンズに移籍することを発表。また、日本ハムファイターズは中島輝士、住吉義則、真栄喜正和、岡本透に戦力外通告。内山正博、内田直二、佐川潔の3選手と種茂雅之二軍監督、淡河弘、山崎章弘両コーチの退団を発表[102]。
  - オリックス・ブルーウェーブの福良淳一が今季取得したFA権を行使した上で残留することを表明[103]。

### 11月
- 11月1日
  - ヤクルトスワローズの池山隆寛がFA宣言して残留することを表明[104]。また、ヤクルトスワローズは投手コーチに前横浜ベイスターズの小谷正勝の就任、八重樫幸雄二軍バッテリーコーチが一軍に昇格すると発表[105]。
- 11月2日
  - 横浜ベイスターズが無償トレードで獲得したヤクルトスワローズの荒木大輔の入団を発表。背番号は47[106]。
  - 日本ハムファイターズの金石昭人と河野博文がFA宣言。金石はFA権を行使した上で残留することを表明。河野は再契約金など条件面で達せず、移籍を視野に入れた宣言[107]。
- 11月3日
  - オリックス・ブルーウェーブの星野伸之がFA宣言して残留することを表明[108]。
- 11月4日
  - 中日ドラゴンズが前千葉ロッテマリーンズの愛甲猛を無償トレードで獲得したと発表[109]。
  - 阪神タイガースの仲田幸司が高知県安芸市内のホテルで記者会見し、FA宣言[110]。
- 11月6日
  - 近鉄バファローズが日本ハムファイターズからウェイバー公示されていた中島輝士の獲得を発表[111]。
  - 阪神タイガースが柴田猛前ヤクルトスワローズコーチの入団を発表。柴田はチーフ兼バッテリーコーチを務める。背番号は71[112]。
- 11月9日
  - 阪神タイガースが横浜ベイスターズの横谷彰将を無償トレードで獲得したと発表[113]。
- 11月11日
  - 阪神タイガースの真弓明信が球団に対し現役引退することを申し入れる[114]。
- 11月15日
  - 読売ジャイアンツがFA宣言していた日本ハムファイターズの河野博文と東京都内のホテルで入団交渉を行い、入団が決定したと発表[115]。
- 11月16日
  - 日本ハムファイターズの武田一浩・松田慎司と福岡ダイエーホークスの下柳剛・安田秀之のトレードが成立したと日本ハムファイターズ、福岡ダイエーホークス両球団が発表[116]。
  - 千葉ロッテマリーンズがFA宣言していた阪神タイガースの仲田幸司と東京都内のホテルで入団交渉を行い、入団が決定したと発表[117]。
- 11月19日
  - 千葉ロッテマリーンズが秋季練習にテスト参加していた前近鉄バファローズの高柳出己、前広島の伊藤真、前福岡ダイエーホークスの石貫宏臣、前日本ハムファイターズの住吉義則を採用すると発表[118]。
- 11月20日
  - ヤクルトスワローズの河野亮・柳田聖人と福岡ダイエーホークスの田畑一也・佐藤真一のトレードが成立したとヤクルトスワローズ、福岡ダイエーホークス両球団が発表[119]。
  - オリックス・ブルーウェーブが日本ハムファイターズの白井一幸を金銭トレードで獲得したと発表[120]。
  - 千葉ロッテマリーンズの荘勝雄、小野和幸、古川慎一が現役を引退、それぞれ一軍、二軍コーチに就任ことが内定[121]。
- 11月22日
  - ドラフト会議が10時30分から新高輪プリンスホテルにて行われ、PL学園の福留孝介は高校生として最多となる7球団の競合の末近鉄バファローズが交渉権を獲得[122]。福留はかねてから「巨人、中日以外なら社会人野球の日本生命に進む」と公言しており、ドラフト会議後での記者会見でもその旨を改めて表明した[123]。
- 11月24日
  - オリックス・ブルーウェーブの髙嶋徹・堀江賢治と近鉄バファローズの大島公一・久保充広の2対2の交換トレードを両球団から発表[124]。
- 11月27日
  - 千葉ロッテマリーンズが来季の一、二軍コーチ陣を発表。レン・サカタ二軍監督は一軍コーチへ、松沼博久投手コーチは二軍へ、高沢秀昭二軍打撃コーチは一軍打撃兼外野守備走塁コーチへ配置転換。二軍監督には黒江透修が就任[125]。
  - ヤクルトスワローズの荒井幸雄・小坂勝仁と近鉄バファローズの木下文信の2対1の交換トレードを両球団から発表。近鉄バファローズからは木下プラス金銭でのトレードとなる[126]。
  - 近鉄バファローズが入団テストを受けていた前千葉ロッテマリーンズの森岡裕之を採用すると発表[127]。
- 11月28日
  - ヤクルトスワローズが前福岡ダイエーホークスの佐藤真一と田畑一也、前近鉄バファローズの木下文信の入団を発表。背番号は佐藤が00、田畑が39、木下が24[128]。
- 11月29日
  - 西武ライオンズの野々垣武志と広島東洋カープの河田雄祐の交換トレードを両球団から発表[129]。
  - 福岡ダイエーホークスが高知の秋季キャンプでテストを受けていた前読売ジャイアンツの伊藤博康の入団を発表[130]。
  - 中日ドラゴンズの大野久が現役引退を表明。来季は中日ドラゴンズの二軍外野守備走塁コーチに就任[131]。

### 12月
- 12月1日
  - 福岡ダイエーホークスは日本ハムファイターズに対し同球団からウェイバー公示されていた西村基史の獲得を申入れ認められる[132]。
- 12月6日
  - ヤクルトスワローズが前西武ライオンズの辻発彦の入団を発表。背番号は8[133]。
- 12月12日
  - 福岡ダイエーホークスが背番号の変更を発表。石毛宏典が0から7、吉武真太郎が67から34、吉本一義が32から60[134]。
- 12月20日
  - 中日ドラゴンズがヘテ・タイガースの宣銅烈の獲得を発表[135]。
- 12月22日
  - 河野博文の読売ジャイアンツへのFA移籍に伴う人的補償として、日本ハムファイターズが川邉忠義の獲得を発表。FAによる人的補償は1993年にFA制度が実施されてからは初めて[136]。
- 12月26日
  - 近鉄バファローズが前福岡ダイエーホークスの山本和範の入団を発表。近鉄バファローズへの復帰は14年ぶり[137]。

## 競技結果

### ペナントレース
| 順位 | 球団               | 勝 | 敗 | 分 | 勝率 | 差   |
| 1位  | ヤクルトスワローズ | 82 | 48 | 0  | .631 | 優勝 |
| 2位  | 広島東洋カープ     | 74 | 56 | 1  | .569 | 8.0  |
| 3位  | 読売ジャイアンツ   | 72 | 58 | 1  | .554 | 10.0 |
| 4位  | 横浜ベイスターズ   | 66 | 64 | 0  | .508 | 16.0 |
| 5位  | 中日ドラゴンズ     | 50 | 80 | 0  | .385 | 32.0 |
| 6位  | 阪神タイガース     | 46 | 84 | 0  | .354 | 36.0 |

| 順位 | 球団                       | 勝 | 敗 | 分 | 勝率 | 差   |
| 1位  | オリックス・ブルーウェーブ | 82 | 47 | 1  | .636 | 優勝 |
| 2位  | 千葉ロッテマリーンズ       | 69 | 58 | 3  | .543 | 12.0 |
| 3位  | 西武ライオンズ             | 67 | 57 | 6  | .540 | 12.5 |
| 4位  | 日本ハムファイターズ       | 59 | 68 | 3  | .465 | 22.0 |
| 5位  | 福岡ダイエーホークス       | 54 | 72 | 4  | .429 | 26.5 |
| 6位  | 近鉄バファローズ           | 49 | 78 | 3  | .386 | 32.0 |

### 日本シリーズ
| 日付                                     | 試合   | ビジター球団（先攻）       | スコア | ホーム球団（後攻）         | 開催球場               |
| ---------------------------------------- | ------ | -------------------------- | ------ | -------------------------- | ---------------------- |
| 10月21日（土）                           | 第1戦  | ヤクルトスワローズ         | 5 - 2  | オリックス・ブルーウェーブ | グリーンスタジアム神戸 |
| 10月22日（日）                           | 第2戦  | ヤクルトスワローズ         | 3 - 2  | オリックス・ブルーウェーブ | グリーンスタジアム神戸 |
| 10月23日（月）                           | 移動日 | 移動日                     | 移動日 | 移動日                     | 移動日                 |
| 10月24日（火）                           | 第3戦  | オリックス・ブルーウェーブ | 4 - 7  | ヤクルトスワローズ         | 明治神宮野球場         |
| 10月25日（水）                           | 第4戦  | オリックス・ブルーウェーブ | 2 - 1  | ヤクルトスワローズ         | 明治神宮野球場         |
| 10月26日（木）                           | 第5戦  | オリックス・ブルーウェーブ | 1 - 3  | ヤクルトスワローズ         | 明治神宮野球場         |
| 優勝：ヤクルトスワローズ（2年ぶり3回目） |        |                            |        |                            |                        |

### 個人タイトル
|                | セントラル・リーグ | セントラル・リーグ | セントラル・リーグ | パシフィック・リーグ | パシフィック・リーグ | パシフィック・リーグ |
| タイトル       | 選手               | 球団               | 成績               | 選手                 | 球団                 | 成績                 |
| -------------- | ------------------ | ------------------ | ------------------ | -------------------- | -------------------- | -------------------- |
| 最優秀選手     | T.オマリー         | ヤクルト           |                    | イチロー             | オリックス           |                      |
| 最優秀新人     | 山内泰幸           | 広島               |                    | 平井正史             | オリックス           |                      |
| 首位打者       | A.パウエル         | 中日               | .355               | イチロー             | オリックス           | .342                 |
| 本塁打王       | 江藤智             | 広島               | 39本               | 小久保裕紀           | ダイエー             | 28本                 |
| 打点王         | 江藤智             | 広島               | 106点              | イチロー             | オリックス           | 80点                 |
| 打点王         | 江藤智             | 広島               | 106点              | 初芝清               | ロッテ               | 80点                 |
| 打点王         | 江藤智             | 広島               | 106点              | 田中幸雄             | 日本ハム             | 80点                 |
| 最多安打       | 野村謙二郎         | 広島               | 173本              | イチロー             | オリックス           | 179本                |
| 盗塁王         | 緒方孝市           | 広島               | 47個               | イチロー             | オリックス           | 49個                 |
| 最高出塁率     | T.オマリー         | ヤクルト           | .429               | イチロー             | オリックス           | .432                 |
| 最優秀防御率   | T.ブロス           | ヤクルト           | 2.33               | 伊良部秀輝           | ロッテ               | 2.53                 |
| 最多勝利       | 斎藤雅樹           | 巨人               | 18勝               | K.グロス             | 日本ハム             | 16勝                 |
| 最多奪三振     | 斎藤雅樹           | 巨人               | 187個              | 伊良部秀輝           | ロッテ               | 239個                |
| 最高勝率       | 石井一久           | ヤクルト           | .765               | 平井正史             | オリックス           | .750                 |
| 最優秀救援投手 | 佐々木主浩         | 横浜               | 39SP               | 平井正史             | オリックス           | 42SP                 |

### ベストナイン
|          | セントラル・リーグ | セントラル・リーグ | パシフィック・リーグ | パシフィック・リーグ |
| 守備位置 | 選手               | 球団               | 選手                 | 球団                 |
| -------- | ------------------ | ------------------ | -------------------- | -------------------- |
| 投手     | 斎藤雅樹           | 巨人               | 伊良部秀輝           | ロッテ               |
| 捕手     | 古田敦也           | ヤクルト           | 中嶋聡               | オリックス           |
| 一塁手   | T.オマリー         | ヤクルト           | J.フランコ           | ロッテ               |
| 二塁手   | R.ローズ           | 横浜               | 小久保裕紀           | ダイエー             |
| 三塁手   | 江藤智             | 広島               | 初芝清               | ロッテ               |
| 遊撃手   | 野村謙二郎         | 広島               | 田中幸雄             | 日本ハム             |
| 外野手   | A.パウエル         | 中日               | イチロー             | オリックス           |
| 外野手   | 松井秀喜           | 巨人               | D.ジャクソン         | 西武                 |
| 外野手   | 金本知憲           | 広島               | 佐々木誠             | 西武                 |
| 指名打者 |                    |                    | T.ニール             | オリックス           |

## 誕生
1995年の野球を参照

## 死去
1995年の野球を参照